# Byssogene
Byssogene — рід грибів порядку Dothideales із нез'ясованим до кінця систематичним положенням. Назва вперше опублікована 1922 року.

## Види
База даних Species Fungorum станом на 17.10.2019 налічує 2 види роду Byssogene:
- Byssogene amboinensis Syd., 1922
- Byssogene wilsonii Marg.Silva & R.W.Barreto, 2016